# Augusta (Montana)
Augusta è un census-designated place degli Stati Uniti d'America, nello stato del Montana, nella Contea di Lewis and Clark. Conta 315 abitanti.